# Центральний міст (Вінниця)
Центральний міст — транспортний міст (довжина 129 м) Вінниці через річку Південний Буг, що з'єднує центр міста із Замостям. Основний шлях для багатьох тролейбусних маршрутів та єдиний для трамваїв (маршрути 1, 4, 6).

## Історія
На початку XX ст. у Вінниці постало питання про надійний зв'язок центральної частини міста з Замостям, де розташувались основні промислові підприємства та залізнична станція. До того часу цей зв'язок здійснювався через дерев'яний міст, що був перекинутий в 1886 році через Південний Буг напроти сучасної електростанції. У 1902 були споруджені нові залізні мости через обидві протоки Бугу, що омивають острів Кемпа.
Сучасний міст був зведений у 1955-56 роках на заміну тимчасовому, що йшов паралельно і нижче теперішнього мосту. Останній ремонт був виконаний у 2004 році.

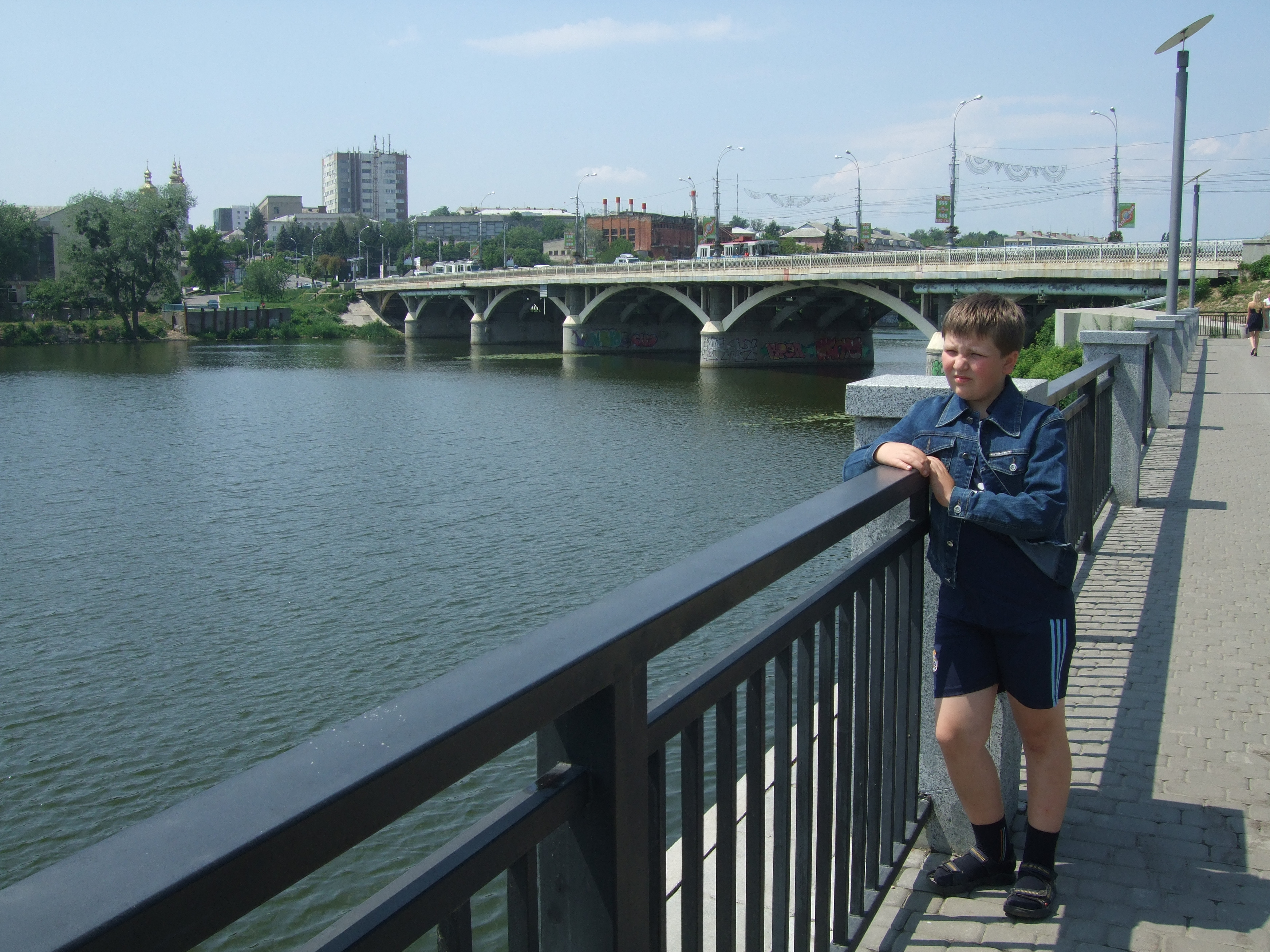
Вигляд з лівого берега річки із Набережної Рошен

На початку весни 2014 року вінницькі фахівці разом зі швейцарськими урбаністами здійснили моніторинг кількості автомобілів, які прямують через усі три вінницькі мости — найбільш завантаженим є Центральний. «Центральний міст вичерпав свої запаси пропускної здатності» — значиться у результатах моніторингу.
21 серпня 2014 року міст «вбрався» у кольори прапору України. Більше півсотні людей — представники місцевих ЗМІ та волонтери — пофарбували перила огорожі мосту жовтою та блакитною фарбою. А 22 серпня міські комунальники на 4-ох колонах (по дві на початку та кінці) мосту зрізали серпи з молотами, замість них встановили тризуби та герби Вінниці.